# Aneka
Aneka, pseudonimo di Mary Sandeman (IPA: /əˈniːkə/; Edimburgo, 20 novembre 1947), è una cantante scozzese, one-hit wonder per il suo singolo Japanese Boy del 1981.

## Biografia
Debuttò nel 1981 con la canzone Japanese Boy, canzone rimasta al vertice della classifica britannica per una sola settimana, ma in classifica per dodici settimane. Il successo fu similmente ripetuto dalla canzone Ooh Shooby Doo Doo Lang, che insieme a Little Lady e I Was Free e al successo di Japanese Boy ha contribuito alle vendite dell'album che ha preso il titolo dal singolo d'esordio, Japanese Boy.
Nel biennio 1983-84 vennero editati come singoli Heart to Beat e Rose, Rose, I Love You, ma non furono inseriti in nessun album. Aneka ha avuto un modesto revival grazie al gioco Grand Theft Auto: Vice City, nel quale Japanese Boy veniva trasmessa nella radio Flash FM.
Sotto il suo vero nome, Mary Sandeman, è stata anche una cantante dell'orchestra sinfonica scozzese.

## Discografia

### Album
- 1981 - Japanese Boy

### Singoli
- 1981 - Japanese Boy
- 1981 - Little Lady
- 1982 - Ooh Shooby Doo Doo Lang
- 1982 - I Was Free
- 1983 - Heart to Beat
- 1984 - Rose, Rose, I Love You